# بيدرو فيلاسكو
بيدرو فيلاسكو (بالإنجليزية: Pedro Velasco)‏ (6 أبريل 1937 - 21 مارس 2023) هو لاعب كرة طائرة الولايات المتحدة. شارك في الألعاب الأولمبية الصيفية 1968 والألعاب الأولمبية الصيفية 1964.

## وصلات خارجية
- بيدرو فيلاسكو على موقع أوليمبيديا (الإنجليزية)
- بيدرو فيلاسكو على موقع قاعة هاواي للمشاهير الرياضية (مؤرشف) (الإنجليزية)